# Eutrixopsis paradoxa
Eutrixopsis paradoxa là một loài ruồi trong họ Tachinidae.